# Mỏ vàng Pác Lạng
Mỏ vàng Pác Lạng, trước đây còn gọi là mỏ vàng Ma Nu, là mỏ vàng ở vùng đất xã Thượng Quan và Đức Vân huyện Ngân Sơn tỉnh Bắc Kạn, Việt Nam.
Mỏ vàng Pác Lạng được phát hiện và khai thác từ thế kỷ 19, đôi khi gọi là Mỏ vàng Ngân Sơn. Khu mỏ chính nằm ở sườn phía nam khối núi cao cỡ 1090 m, cách quốc lộ 3 cỡ 5 km đường thẳng, nhưng theo đường bộ thì đi cỡ hơn 20 km.
Trong thời gian qua, việc khai thác có nhiều thăng giáng . Hiện nay Công ty CP khoáng sản Bắc Kạn thực hiện quyền khai thác.
Pác Lạng và Bồng Miêu là nơi tình trạng khai thác lậu theo kiểu "vàng tặc" diễn ra thường xuyên và sôi động, khó ngăn chặn.